# Josef Hrdlička (historik)
Josef Hrdlička (* 17. února 1972 Jindřichův Hradec) je český historik působící v Ústavu archivnictví a pomocných věd historických Filozofické fakulty Jihočeské univerzity. Odborně se zabývá převážně hospodářskými, kulturními a sociálními dějinami středoevropské šlechty a aristokratických dvorů v raném novověku.

## Život
V letech 1990–1995 vystudoval Pedagogickou fakultu Jihočeské univerzity v Českých Budějovicích (obor český jazyk–dějepis). Studium dokončil obhajobou diplomové práce Dvůr pánů z Hradce ve druhé polovině 16. století a jeho jídelníček a ziskem titulu Mgr. V letech 1995–1998 pokračoval ve studiu na Historický ústav Jihočeské university v Českých Budějovicích, které úspěšně ukončil obhajobou disertační práce Strava na aristokratických dvorech v raně novověkých českých zemích (1550–1650) (Dr. – později změněno na PhD.). V roce 2003 obhájil rigorózní práci Autobiografie Mařanů Bohdaneckých z Hodkova (PhDr.) Od roku 1998 působil jako odborný asistent na FF JU. V roce 2009 se habilitoval a 1. prosince 2009 byl jmenován docentem.

## Publikace
- Dvory velmožů s erbem růže: všední a sváteční dny posledních Rožmberků a pánů z Hradce. Praha: Mladá fronta, 1997. 315 s. ISBN 80-204-0651-4. (spoluautoři Václav Bůžek a kol.)
- Hodovní stůl a dvorská společnost: strava na raně novověkých aristokratických dvorech v českých zemích (1550-1650). České Budějovice: Historický ústav Jihočeské univerzity, 2000. 337 s. ISBN 80-7040-462-0.
- Autobiografie Jana Nikodéma Mařana Bohdaneckého z Hodkova. České Budějovice: Historický ústav Jihočeské univerzity, 2003. 325 s. ISBN 80-7040-522-8.